# عظمری هاکی بادون
عظمری هاکی بادون (به انگلیسی: Azmeri Haque Badhon) (زاده ۲۸ اکتبر ۱۹۸۳) مدل و بازیگر بنگلادشی است.
از کارهای معروف او می‌توان به بازی در فیلم راز اشاره کرد.